# Swampsong
Swampsong – trzeci album studyjny fińskiej grupy muzycznej Kalmah.

## Lista utworów
1. „Heroes to Us” – 5:10
2. „Burbot’s Revenge” – 4:23
3. „Cloned Insanity” – 4:11
4. „The Third, The Magical” – 5:26
5. „Bird of Ill Omen” – 4:49
6. „Doubtful about it All” – 4:45
7. „Tordah” – 4:03
8. „Man With Mystery” – 4:48
9. „Moon of My Nights” – 6:12

## Twórcy
- Pekka Kokko – śpiew, gitara
- Antti Kokko – gitara
- Timo Lehtinen – gitara basowa
- Janne Kusmin – perkusja
- Pasi Hiltula – keyboard